# 现任中华人民共和国省级行政区行政首长列表
本表列出中华人民共和国宪法下的34个省级行政区中的33个（台湾省除外）的现任行政首长。除港澳台外，中国内地4个直辖市、22个省、5个自治区的人民政府行政首长均由唯一执政党中国共产党的党员出任，是该行政区政治建制内仅次于中共党委书记的“二把手”，而且担任此职者一般兼任该省级行政区党委排名第一的副书记。台湾省因未被中华人民共和国实际统治，故未建立省级人民政府，也未任命行政长官。
现任省级行政区行政首长之中，3位为女性，即内蒙古自治区人民政府主席王莉霞、黑龙江省人民政府省长梁惠玲和四川省人民政府省长施小琳。除民族自治区外，现任省级行政区行政首长还有1位少数民族人士，即甘肃省人民政府省长任振鹤（土家族）。任职时间最长的行政首长是上海市人民政府市长龚正，自2020年3月23日起，迄今5年148天；任职时间最短的是广西壮族自治区人民政府主席韦韬，自2025年7月3日起，迄今46天。最年长的行政首长是65岁的上海市人民政府市长龚正，出生于1960年3月；最年轻的是51岁的山西省人民政府省长卢东亮，出生于1973年12月。
| 属性： 中央委员 中央候补委员 （仅适用于中共党员） |

## 直辖市人民政府市长
| 辖区地图 | 直辖市人民政府 （历任市长） | 现任市长 | 肖像 | 上任或出缺日期 （任职或悬缺时间） | 出生年月           | 属性 | 信息源 |
| -------- | --------------------------- | -------- | ---- | --------------------------------- | ------------------ | ---- | ------ |
|          | 北京市人民政府 （市长列表） | 殷勇     |      | 2022年10月28日 （2年294天）       | 1969年8月 （56岁） |      | [ 1 ]  |
|          | 天津市人民政府 （市长列表） | 张工     |      | 2022年5月31日 （3年79天）         | 1961年8月 （64岁） |      | [ 2 ]  |
|          | 上海市人民政府 （市长列表） | 龚正     |      | 2020年3月23日 （5年148天）        | 1960年3月 （65岁） |      | [ 3 ]  |
|          | 重庆市人民政府 （市长列表） | 胡衡华   |      | 2021年12月30日 （3年231天）       | 1963年6月 （62岁） |      | [ 4 ]  |

## 省人民政府省长
| 辖区地图 | 省人民政府 （历任省长）       | 现任省长          | 肖像 | 上任或出缺日期 （任职或悬缺时间） | 出生年月            | 属性 | 信息源 |
| -------- | ----------------------------- | ----------------- | ---- | --------------------------------- | ------------------- | ---- | ------ |
|          | 河北省人民政府 （省长列表）   | 王正谱            |      | 2021年10月21日 （3年301天）       | 1963年8月 （62岁）  |      | [ 5 ]  |
|          | 山西省人民政府 （省长列表）   | 卢东亮            |      | 2025年6月3日 （76天）             | 1973年12月 （51岁） |      | [ 6 ]  |
|          | 辽宁省人民政府 （省长列表）   | 王新伟            |      | 2025年3月1日 （170天）            | 1967年8月 （58岁）  |      | [ 7 ]  |
|          | 吉林省人民政府 （省长列表）   | 胡玉亭            |      | 2023年4月2日 （2年138天）         | 1964年7月 （61岁）  |      | [ 8 ]  |
|          | 黑龙江省人民政府 （省长列表） | 梁惠玲 （女）     |      | 2022年12月9日 （2年252天）        | 1962年8月 （63岁）  |      | [ 9 ]  |
|          | 江苏省人民政府 （省长列表）   | 许昆林            |      | 2021年10月19日 （3年303天）       | 1965年5月 （60岁）  |      | [ 10 ] |
|          | 浙江省人民政府 （省长列表）   | 刘捷              |      | 2024年12月18日 （243天）          | 1970年1月 （55岁）  |      | [ 11 ] |
|          | 安徽省人民政府 （省长列表）   | 王清宪            |      | 2021年2月1日 （4年198天）         | 1963年7月 （62岁）  |      | [ 12 ] |
|          | 福建省人民政府 （省长列表）   | 赵龙              |      | 2021年10月22日 （3年300天）       | 1967年9月 （57岁）  |      | [ 13 ] |
|          | 江西省人民政府 （省长列表）   | 叶建春            |      | 2021年10月21日 （3年301天）       | 1965年7月 （60岁）  |      | [ 14 ] |
|          | 山东省人民政府 （省长列表）   | 周乃翔            |      | 2021年9月30日 （3年322天）        | 1961年12月 （63岁） |      | [ 15 ] |
|          | 河南省人民政府 （省长列表）   | 王凯              |      | 2021年4月2日 （4年138天）         | 1962年7月 （63岁）  |      | [ 16 ] |
|          | 湖北省人民政府 （省长列表）   | 李殿勋            |      | 2025年1月2日 （228天）            | 1967年11月 （57岁） |      | [ 17 ] |
|          | 湖南省人民政府 （省长列表）   | 毛伟明            |      | 2020年11月27日 （4年264天）       | 1961年5月 （64岁）  |      | [ 18 ] |
|          | 广东省人民政府 （省长列表）   | 王伟中            |      | 2021年12月27日 （3年234天）       | 1962年3月 （63岁）  |      | [ 19 ] |
|          | 海南省人民政府 （省长列表）   | 刘小明            |      | 2023年4月2日 （2年138天）         | 1964年9月 （60岁）  |      | [ 20 ] |
|          | 四川省人民政府 （省长列表）   | 施小琳 （女）     |      | 2024年7月4日 （1年45天）          | 1969年5月 （56岁）  |      | [ 21 ] |
|          | 贵州省人民政府 （省长列表）   | 李炳军            |      | 2020年11月24日 （4年267天）       | 1963年2月 （62岁）  |      | [ 22 ] |
|          | 云南省人民政府 （省长列表）   | 王予波            |      | 2020年11月25日 （4年266天）       | 1963年1月 （62岁）  |      | [ 23 ] |
|          | 陕西省人民政府 （省长列表）   | 赵刚              |      | 2022年12月1日 （2年260天）        | 1968年6月 （57岁）  |      | [ 24 ] |
|          | 甘肃省人民政府 （省长列表）   | 任振鹤 （土家族） |      | 2020年12月3日 （4年258天）        | 1964年2月 （61岁）  |      | [ 25 ] |
|          | 青海省人民政府 （省长列表）   | 罗东川            |      | 2025年1月4日 （226天）            | 1965年10月 （59岁） |      | [ 26 ] |
|          | 台湾省                        | \                 | \    | \                                 | \                   |      |        |

## 自治区人民政府主席
| 辖区地图 | 自治区人民政府 （历任主席）           | 现任主席                     | 肖像 | 上任或出缺日期 （任职或悬缺时间） | 出生年月            | 属性 | 信息源 |
| -------- | ------------------------------------- | ---------------------------- | ---- | --------------------------------- | ------------------- | ---- | ------ |
|          | 内蒙古自治区人民政府 （主席列表）     | 王莉霞 （女，蒙古族）        |      | 2021年8月5日 （4年13天）          | 1964年6月 （61岁）  |      | [ 27 ] |
|          | 广西壮族自治区人民政府 （主席列表）   | 韦韬 （壮族）                |      | 2025年7月3日 （46天）             | 1970年4月 （55岁）  |      | [ 28 ] |
|          | 西藏自治区人民政府 （主席列表）       | 嘎玛泽登 （藏族）            |      | 2024年11月28日 （263天）          | 1967年12月 （57岁） |      | [ 29 ] |
|          | 宁夏回族自治区人民政府 （主席列表）   | 张雨浦 （回族）              |      | 2022年5月9日 （3年101天）         | 1962年8月 （63岁）  |      | [ 30 ] |
|          | 新疆维吾尔自治区人民政府 （主席列表） | 艾尔肯·吐尼亚孜 （维吾尔族） |      | 2021年9月30日 （3年322天）        | 1961年12月 （63岁） |      | [ 31 ] |

## 特别行政区行政长官
| 辖区地图 | 特别行政区政府 （历任行政长官）     | 现任行政长官 | 肖像 | 上任日期 （任职时间）    | 出生年月            | 信息源 |
| -------- | ----------------------------------- | ------------ | ---- | ------------------------ | ------------------- | ------ |
|          | 香港特別行政區政府 （行政長官列表） | 李家超       |      | 2022年7月1日 （3年48天） | 1957年12月 （67岁） | [ 32 ] |
|          | 澳門特別行政區政府 （行政長官列表） | 岑浩辉       |      | 2024年12月20日 （241天） | 1962年5月 （63岁）  | [ 33 ] |